# 1866 na arte

## Nascimentos
| Data           | Nome              | Profissão                               | Nacionalidade                              | Observações | Ref |
| -------------- | ----------------- | --------------------------------------- | ------------------------------------------ | ----------- | --- |
| 2 de fevereiro | Enrique Simonet   | pintor                                  | Espanha                                    | m. 1927     |     |
| 13 de junho    | Aurélia de Sousa  | pintor                                  | Reino Unido de Portugal, Brasil e Algarves | m. 1922     |     |
| 3 de julho     | Albert Gottschalk | pintor                                  | Dinamarca                                  | m. 1906     |     |
| 30 de julho    | Eliseu Visconti   | pintor, desenhista e designer           | Brasil                                     | m. 1944     |     |
| 16 de dezembro | Wassily Kandinsky | artista plástico abstracionista e poeta | Império Russo                              | m. 1944     |     |
| ??             | Emile Jéquier     | arquiteto                               | Chile                                      | m. 1949     |     |

## Mortes
| Data | Nome                    | Profissão           | Nacionalidade | Observações | Ref |
| ---- | ----------------------- | ------------------- | ------------- | ----------- | --- |
| ??   | Théodore Alphonse Galot | pintor e desenhista | França        | n. 1806     |     |